# Louis d'Ursel
Louis d'Ursel (comte Louis Marie Alexandre d'Ursel) (Berlin 1er mai 1886, Oostkamp 18 juin 1969) est un diplomate belge.

## Famille
Louis d'Ursel est l'aîné des huit enfants de Charles d'Ursel et de Geneviève Leroux. Il épouse en 1919 Geneviève Le Peletier de Rosanbo avec laquelle il a deux fils et trois filles.

## Carrière
Après des études de droit, Louis d'Ursel entre dans la diplomatie belge où il est envoyé en poste à Berlin et Téhéran.
Pendant la Première Guerre mondiale, il est engagé volontaire et termine officier de la cavalerie.
Après la guerre, il est en poste à Washington, Berne, Sofia, Vienne et Berlin. De 1929 à 1934, il exerce les fonctions de chef de cabinet du ministre des Affaires étrangères Paul Hymans.
À partir de juin 1934, il est ministre de Belgique en Suisse.

## Rôle durant la Seconde guerre mondiale
Lors de l'invasion allemande de la Belgique, le compte d'Ursel est toujours à la tête de la légation belge en Suisse. Ambassadeur dans un pays neutre, il paraît être en bonne place pour servir de messager.
Décrit par l'ambassadeur britannique comme "an ultra royalist and an honest pessimist", il transmet les instructions de Berne aux autres missions diplomatiques belges. Celles-ci sont des directives du Roi Léopold III, pourtant en état d'impossibilité de régner, qui indiquent : qu'il n'y a pas d'alliance entre la Belgique, la France et l'Angleterre ; que la Belgique n'est plus en guerre avec l'Allemagne ; que le Congo belge doit adopter une attitude de réserve, notamment en maintenant des relations commerciales avec l'Allemagne et en ne prenant pas part aux opérations militaires contre l'Italie en Afrique ; que les ministres qui poursuivent la guerre pourraient être "à l'opposé de notre intérêt et de la loyauté".
Il entre en opposition avec le Gouvernement qui lui demande de cesser de prendre instruction auprès du Palais, d'adresser des circulaires à ses collègues, de contester la participation à la guerre du gouvernement. Le ministre des affaires étrangères Paul-Henri Spaak lui demande alors d'approuver la circulaire définissant la politique du gouvernement, ce à quoi il répond que « cette politique s'est écartée par endroits du point de vue du Palais » et qu'il ne veut pas désapprouver le Palais. Le gouvernement décide en conséquence de révoquer l'ambassadeur. À la suite de cette décision, le Roi Léopold III demande à Louis d'Ursel de se soumettre aux directives du gouvernement, ce qu'il fait tout en ne notifiant pas son rappel auprès des autorités suisses. Le gouvernement s’accommode un temps de cette situation.
Durant le reste de la guerre, Louis d'Ursel fait tout pour garder ses distances avec l'ambassadeur du Royaume-Uni. Il n'apporte pas d'aide aux Belges qui, de Suisse, cherchent à atteindre l'Angleterre et refuse en juillet 1941 de publier le communiqué annonçant la victoire des troupes coloniales belges contre les Italiens en Éthiopie. Le gouvernement ne lui fait plus confiance et fait transmettre ses messages par la voie de l'ambassade britannique. 
En octobre 1942, Paul-Henri Spaak met le comte d'Ursel en congé puis en disponibilité par retrait d'emploi.

## Retraite
Louis d'Ursel ne reçut par la suite plus aucune affectation, même après-guerre. Il est mis à la retraite en 1957. Il meurt à Oostkamp en juin 1969.